# Condado de Elliott
O Condado de Elliott é um dos 120 condados do Estado americano de Kentucky. A sede do condado é Sandy Hook, e sua maior cidade é Sandy Hook. O condado possui uma área de 609 km² (dos quais 3 km² estão cobertos por água), uma população de 6 748 habitantes, e uma densidade populacional de 11 hab/km² (segundo o censo nacional de 2000). O condado foi fundado em 1869. O condado proíbe a venda de bebidas alcoólicas.